# Distretto del Rangitikei
Il distretto del Rangitikei è un'autorità territoriale della Nuova Zelanda che si trova entro i confini delle regioni della Baia di Hawke e di Manawatu-Wanganui, nell'Isola del Nord. Prende nome dal fiume Rangitikei che scorre nella parte meridionale dell'isola.
La sede del consiglio distrettuale si trova nella città di Marton, dove si concentra circa un terzo dei 15 000 abitanti del distretto. Altri centri importanti sono Taihape, Bulls, Hunterville e Mangaweka.

## Storia
Il 24 dicembre 1953 un lahar (un'improvvisa colata di fango da un vicino vulcano) causò seri danni strutturali a un ponte ferroviario sul fiume Whangaehu, nei pressi del villaggio di Tangiwai. Il treno della tratta fra Wellington e Auckland passò sul ponte pochi minuti dopo, e il peso fu sufficiente a farlo crollare nelle acque turbolente del fiume. Delle 285 persone che si trovavano sul treno, 151 rimasero uccise (20 corpi non furono mai ritrovati). Si tratta del peggior disastro ferroviario della storia della Nuova Zelanda.